# Анісімов Валерій Михайлович
Анисімов Валерій Михайлович (22 лютого 1948) — радянський і український кінооператор-постановник. Заслужений діяч мистецтв України (25.06.2016).

## Біографічні відомості
Закінчив Київський державний інститут театрального мистецтва імені І. К. Карпенка-Карого (1974, майстерня М.К. Чорного).
Оператор-постановник Київської кіностудії імені О. Довженка, працював також на інших Київських студіях.
Член Європейської асоціації кінооператорів IMAGO.
Член Української кіноакадемії (24.03.2017).

## Фільмографія
- «Перед екзаменом» (1977, асистент оператора)

Оператор-постановник:
- «Лицар Вася» (1974, к/м, реж. В. Попков)
- «Яблуко на долоні» (1981, реж. М. Рашеєв)
- «Подолання» (1982, у співавт. з В. Трушковським; реж. М. Літус, І. Симоненко)
- «Вантаж без маркування» (1984, реж. В. Попков)
- «Рік теляти» (1986, реж. В. Попков)
- «Грішник» (1988, реж. В. Попков)
- «Допінг для янголів» (1990, у співавт. з П. Неберою; реж. В. Попков)
- «Людський голос» (1994, к/м, реж. Н. Гусакова; Укртелефільм, Тета)
- «Під дахами великого міста» (2002, т/с, реж. В. Криштофович)
- «Право на захист» (2002, т/с, реж. В. Криштофович)
- «Таємниця Чингісхана» (2002, у співавт. з Е. Тімліним; реж. В. Савельєв)
- «Осінні канікули» (2004, документальний)
- «Я тебе кохаю» (2004, т/с, реж. В. Криштофович)
- «Непрямі докази» (2005, т/с, реж. В. Криштофович)
- «Будинок-фантом у придане» (2006, т/с, реж. В. Криштофович)
- «Перше правило королеви» (2006, т/с, реж. В. Криштофович; Росія—Україна)
- «Саквояж зі світлим майбутнім» (2006, т/с, реж. В. Криштофович; Росія—Україна)
- «Сьоме небо» (2006, т/с, реж. В. Криштофович; Росія—Україна)
- «Діви ночі» (2007, реж. О. Фіалко)
- «Гальмівний шлях» (2007, т/с, реж. В. Криштофович)
- «Міський пейзаж» (2008, реж. Олена Голосій)
- «Заповіт ночі» (2008, т/с, у співавт. з В. Шейніним; реж. Олександр Аравін, Росія—Україна)
- «Ой, мамочки…» (2008, реж. В. Криштофович)
- «Про нього» (2011, реж. В. Криштофович)
- «Менти. Таємниці великого міста» (2012, т/с, реж. В. Криштофович)
- «Передчуття» (2019, реж. В. Криштофович; Україна—Литва—Словаччина)

Режисер:
- «Осінні канікули» (2004, документальний)